# Walther Modell 7
Walther Model 7 — немецкий самозарядный пистолет, разработанный фирмой «Carl Walter Waffenfabrik» (нем. Walther).

## История
Пистолет Вальтер Модель 7 выпущен в 1917 г. Оружие имело аналогичное устройство, как у пистолетов Вальтер Модель №2 - Вальтер Модель №6. Это последний пистолет, использующий в конструкции переднюю съемную втулку возвратной пружины.

## Устройство
Walther model 7 — самозарядный пистолет, устройство которого аналогично многим ранним моделям Вальтера. Работа автоматики использует отдачу свободного затвора. Ударно-спусковой механизм куркового типа, с внутренним расположением курка. Затвор пистолета полностью закрывает поверхность ствола. Возвратная пружина одета на ствол. В передней части затвора установлена втулка возвратной пружины, имеющая байонетное крепление и предназначенная для разборки оружия. Окно для извлечения гильз находится с правой стороны затвора. Магазин съемный, коробчатый, емкостью 8 патронов 6,35 mm Browning (.25 ACP). В задней части рамки слева расположен флажковый предохранитель.

## Разновидности
Walther modell 7 выпускался в двух основных вариантах, которые отличались друг от друга особенностями конструкции и маркировкой. Основные отличия между различными вариантами изготовления заключаются в форме и размерах проточек на боковой поверхности затвора, а также месте расположения серийного номера оружия. В первом варианте Walther model 7 проточки крупные и имеют прямоугольное сечение, серийный номер размещен на спусковой скобе.  У второго варианта проточки на затворе мелкие и имеют треугольное сечение, серийный номер располагается с левой стороны рамки позади спусковой скобы.